# Maurizio Scanavino
Maurizio Scanavino (Torino, 3 maggio 1973) è un dirigente d'azienda e dirigente sportivo italiano, amministratore delegato della Juventus.

## Biografia
È nato il 3 maggio 1973 a Torino. Ha conseguito la laurea in Ingegneria delle Telecomunicazioni al Politecnico di Torino e ha svolto la sua attività professionale in vari settori (consulenza, automotive ed editoriale) con esperienze in Italia e all'estero

## Carriera

### Le prime esperienze dirigenziali e l'approdo nel Gruppo FIAT
Dopo aver mosso i suoi primi passi in Accenture, una delle più importanti società di consulenza strategica al mondo, e nella start up digital Ciaoweb, Scanavino è entrato, nel 2004, nel Gruppo Fiat, partecipando al rilancio della società guidata da Sergio Marchionne in qualità di direttore di Brand Promotion con responsabilità di marketing e comunicazione per i marchi Fiat, Alfa Romeo e Lancia.

### Dall'approdo a "La Stampa" a GEDI Gruppo Editoriale
Nel 2007, Scanavino è entrato nel settore editoriale del Gruppo FIAT come direttore dell'area digitale e marketing dell'editrice del famoso giornale torinese La Stampa, occupandosi in particolare dello sviluppo prodotto, del portafoglio digitale e dei progetti M&A. 
Dopo una breve esperienza, come direttore generale della concessionaria di pubblicità Publikompass, nel 2013, Scanavino passa al quotidiano genovese Il Secolo XIX, in qualità di amministratore delegato. In seguito, i due quotidiani, La Stampa e Il Secolo XIX, nel 2015 fondono le due case editrici, Editrice La Stampa e SEP creando Italiana Editrice di cui Scanavino diventa direttore generale.
A seguito dell'integrazione del Gruppo Espresso con Italiana Editrice, la cui fusione costituisce l'attuale gruppo GEDI, diventa amministratore delegato della casa editrice e delle testate quotidiane GEDI News Network.
A seguito di un forte cambiamento societario, Scanavino viene nominato amministratore delegato e direttore generale di GEDI Gruppo Editoriale, ruolo che ricopre sino al 3 ottobre 2024, quando viene nominato presidente.

### L'esperienza alla Juventus FC
Il 18 gennaio 2023, a seguito delle dimissioni del CDA della Juventus Fc S.p.A, capeggiato dal presidente Andrea Agnelli (anch'egli dimissionario), Scanavino, chiamato da John Elkann, che lo ha sempre ritenuto uno dei suoi uomini di maggior fiducia, viene investito della carica di amministratore delegato (Chief Executive Office - CEO) della Juventus FC.

#### Primi 6 mesi (gennaio 2023-giugno 2023)
I primi 6 mesi alla Juventus, per Scanavino, si rivelano difficili. Dopo le dimissioni del CDA, la Juventus deve far fronte a una pesante penalizzazione di 15 punti in classifica, a causa delle diverse inchieste aperte contro il club piemontese. 
Dopo una serie di difficoltà incontrate anche sul campo, Scanavino, insieme al presidente Gianluca Ferrero, viene a capo di una situazione spinosa ed intricata. Dapprima, grazie ad un ricorso ben articolato, la Juventus riesce inizialmente a riottenere i 15 punti di penalizzazione, per poi perderne nuovamente 10: in questo caso la società decide di non presentare ricorso, accettando così la penalizzazione e il pagamento di una multa di 718 mila euro alla procura federale, chiudendo così tutti gli avvicendamenti extrasportivi del club.
Nonostante, un buon lavoro della società piemontese e di Scanavino stesso, la Juventus rimane esclusa dalla Champions League, concludendo la classifica al settimo posto, qualificandosi alla Conference League. Nonostante questa qualificazione, la Juventus rimane coinvolta in un altro avvicendamento extracampo: le violazioni del FFP. A causa di questo, la Juventus patteggia con l'UEFA, accettando la condizione di esclusione dalla coppe europee.

#### Da giugno 2023 ad oggi
Dopo l'inibizione di Federico Cherubini, la società si trova senza un direttore sportivo. Scanavino, per risolvere questo problema, dapprima promuove il promettente Giovanni Manna, già direttore sportivo della Juventus Next-Gen, riuscendo però, dopo, a trovare le giuste condizioni per far approdare in bianconero, in qualità di Football Director, Cristiano Giuntoli.
La stagione 2023-2024 della Juventus, guidata per il terzo anno di seguito dall'allenatore Massimiliano Allegri, parte in maniera esplosiva: il club riesce infatti a stare costantemente nei vertici della classifica. Il girone di ritorno si rivela però non all'altezza delle aspettative, sia dal punto di vista dei risultati che del gioco. La Juventus, con difficoltà, riesce a centrale l'obiettivo aziendale, ossia la qualificazione in Champions League, e a vincere la Coppa Italia, il primo trofeo di Scanavino nei panni di AD della Juventus. 
A causa di un rapporto irrimediabilmente compromesso tra la Juventus e l'allenatore Allegri, complice anche il pessimo girone di ritorno e le scadenti due annate precedenti, Scanavino, di comune accordo con tutta la società e in principal modo con il ds Giuntoli, decide di esonerare Allegri, il 17 maggio 2024 per giusta causa dopo la furia dell'allenatore dopo la vittoria della Coppa Italia. Il 3 giugno successivo, il contratto tra le parti verrà risolto.
A seguito di un comunicato rilasciato il 2 Aprile 2025, Maurizio Scanavino lascia il Gruppo GEDI per concentrarsi pienamente sulla Juventus.